# История воинских званий в России и СССР
Воинское звание — определяет положение (права, обязанности) военных по отношению к другим военным. Воинское звание — почётное, специальное или иное наименование, присваиваемое отдельным гражданам, выражающее признание их заслуг, особых отличий, служебной квалификации. Права и обязанности, привилегии, связанные с различными званиями, устанавливаются законом отдельно для званий почётных, специальных и воинских.
Знаки различия военнослужащих по званию в современных армиях являются погоны, шевроны, петлицы, эполеты, реже — кокарда и другие знаки и эмблемы на головном уборе.

## Воинские звания

### Вооружённые силы Российской империи1722—1917 (1918)
Офицерам места иметь по сему: капитан посередь роты, (под)поручику с правой стороны, фендриху, а буде нет, то сержанту, с левой, по концам роты. Всем сим стоять место в первой или другой шеренге спереди, отнюдь не стоять позади, дабы удобнее было видеть и повелевать. Поручику назади смотреть над всей линеей своей роты, капралам каждому у своего капральства с правой стороны той же шеренги стоять и смотреть над солдатами, чтобы то исправно было, что прикажет вышней офицер; сержанту у роты так поступать, как маеору в полку, каптенармусу и фуриру помогать порутчику позади.— «УЧРЕЖДНИЕ К БОЮ ПО НАСТОЯЩЕМУ ВРЕМЕНИ», 1708 г., с поправками рукою Петра I. 

### РККА 1935—1940
Персональные воинские звания сухопутных и морских сил РККА (1935—1940) — введены постановлениями СНК за № 2590 для сухопутных и воздушных сил РККА и 2591 для морских сил РККА от 22 сентября 1935 года. Объявлены приказом Народного Комиссара обороны за № 176 от 3 декабря 1935 года.

### Вооружённые силы СССР1943—1955
6 января 1943 года Указом Верховного Совета СССР в Красной Армии были введены погоны.

### Вооружённые силы Российской Федерации с 1992 года
Весной 1993 года был утверждён Закон Российской Федерации «О воинской обязанности и военной службе», в котором содержится перечень воинских званий в Вооружённых силах Российской Федерации и других войсках:
| Войсковые                                                         | Флотские                                                         |
| Рядовой состав                                                    |                                                                  |
| Рядовой (в учебном формировании именуется по должности — курсант) | Матрос (в учебном формировании именуется по должности — курсант) |
| Ефрейтор                                                          | Старший матрос                                                   |
| Сержанты и старшины                                               |                                                                  |
| Младший сержант                                                   | Старшина 2-й статьи                                              |
| Сержант                                                           | Старшина 1-й статьи                                              |
| Старший сержант                                                   | Главный старшина                                                 |
| Старшина                                                          | Главный корабельный старшина                                     |
| Прапорщики и мичманы                                              |                                                                  |
| Прапорщик                                                         | Мичман                                                           |
| Старший прапорщик                                                 | Старший мичман                                                   |
| Младший офицерский состав                                         |                                                                  |
| Младший лейтенант                                                 | Младший лейтенант                                                |
| Лейтенант                                                         | Лейтенант                                                        |
| Старший лейтенант                                                 | Старший лейтенант                                                |
| Капитан                                                           | Капитан-лейтенант                                                |
| Старший офицерский состав                                         |                                                                  |
| Майор                                                             | Капитан третьего ранга                                           |
| Подполковник                                                      | Капитан второго ранга                                            |
| Полковник                                                         | Капитан первого ранга                                            |
| Высший офицерский состав                                          |                                                                  |
| Генерал-майор                                                     | Контр-адмирал                                                    |
| Генерал-лейтенант                                                 | Вице-адмирал                                                     |
| Генерал-полковник                                                 | Адмирал                                                          |
| Генерал армии                                                     | Адмирал флота                                                    |
| Маршал Российской Федерации                                       |                                                                  |

### Исторические
Адмирал Флота Советского Союза • Атаман • Бомбардир • Бригадир • Боцман • Вахмистр • Гардемарин • Генералиссимус • Генералиссимус Советского Союза • Генерал-фельдмаршал (Россия) • Главный маршал рода войск • Есаул • Капитан-командор • Капрал • Корнет • Маршал • Маршал рода войск • Маршал Советского Союза • Подпоручик • Подпрапорщик • Подъесаул • Поручик • Ротмистр • Унтер-офицер • Фанен-юнкер • Фельдфебель • Флагман • Штабс-капитан • Штык-юнкер • Юнкер

### Алфавитные перечни
См. Алфавитный список русских армейских званий за всю историю и Алфавитный список категорий РККА.
См. Алфавитный список русских флотских званий за всю историю и Алфавитный список категорий и должностей РККФ.